# Illice endoxantha
Illice endoxantha är en fjärilsart som beskrevs av George Francis Hampson 1903. Illice endoxantha ingår i släktet Illice och familjen björnspinnare. Inga underarter finns listade i Catalogue of Life.